# Bergerbauernreith
Die Bergerbauernreith ist eine 24 Hektar große Alm in der Gemeinde Rosenau am Hengstpaß im österreichischen Bundesland Oberösterreich. Die in Privatbesitz befindliche Alm liegt 1,5 km nördlich des Ortszentrums von Rosenau, in einer Seehöhe von 1000 m ü. A. Die Alm liegt am Südende des Reichraminger Hintergebirges und bietet eine schönen Aussicht auf das Windischgarstner Becken und das Tote Gebirge. Auf einer Weidefläche von 4,5 Hektar werden etwa 10 Rinder behirtet. Auch werden Schafe und Tauernscheckenziegen gehalten. Die Bergerbauernreith ist von Mai bis Mitte November bewirtschaftet. Das als Jausenstation geführte Almgebäude bietet Übernachtungsmöglichkeiten. Die Alm ist über eine nicht öffentliche Straße und Wanderwege erreichbar. 